# 175562 Ajsingh
175562 Ajsingh è un asteroide della fascia principale. Scoperto nel 2006, presenta un'orbita caratterizzata da un semiasse maggiore pari a 2,9196405 UA e da un'eccentricità di 0,0419762, inclinata di 13,02836° rispetto all'eclittica.
L'asteroide è dedicato all'astronomo statunitense Amanjot Singh.